# NGC 5153
NGC 5153 é uma galáxia elíptica (E1/P) localizada na direcção da constelação de Hydra. Possui uma declinação de -29° 37' 04" e uma ascensão recta de 13 horas, 27 minutos e 54,3 segundos.
A galáxia NGC 5153 foi descoberta em 8 de Maio de 1834 por John Herschel.